# Томинский (Сосновский район)
То́минский — посёлок в Сосновском районе Челябинской области. Административный центр Томинского сельского поселения.

## География
Расположен рядом с озёрами Большим и Маленьким к юго-западу от областного центра города Челябинска. Ближайший населённый пункт: посёлок Томино. Расстояние до районного центра села Долгодеревенского 55 км через областной центр город Челябинск.
Вблизи от посёлка находится Томинское месторождение медно-порфировых руд с запасами 491 миллиона тонн руды содержащей медь, золото, серебро. На месторождении планируется строительство Томинского ГОК мощностью 28 миллиона тонн руды в год.

## Население
| 2002 | 2010  |
| ---- | ----- |
| 1259 | ↘1217 |

Гендерный состав
По данным Всероссийской переписи 2010 года численность населения посёлка составляла 1217 человек (572 мужчины и 645 женщин).

## Улицы
Уличная сеть посёлка состоит из 16 улиц и 1 переулка.